# Olympische Winterspiele 2018/Teilnehmer (Vereinigte Staaten)
| Gelbes Symbol für Goldmedaillen mit stilisierten Olympischen Ringen | Graues Symbol für Silbermedaillen mit stilisierten Olympischen Ringen | Braundes Symbol für Bronzemedaillen mit stilisierten Olympischen Ringen |
| ------------------------------------------------------------------- | --------------------------------------------------------------------- | ----------------------------------------------------------------------- |
| 9                                                                   | 8                                                                     | 6                                                                       |

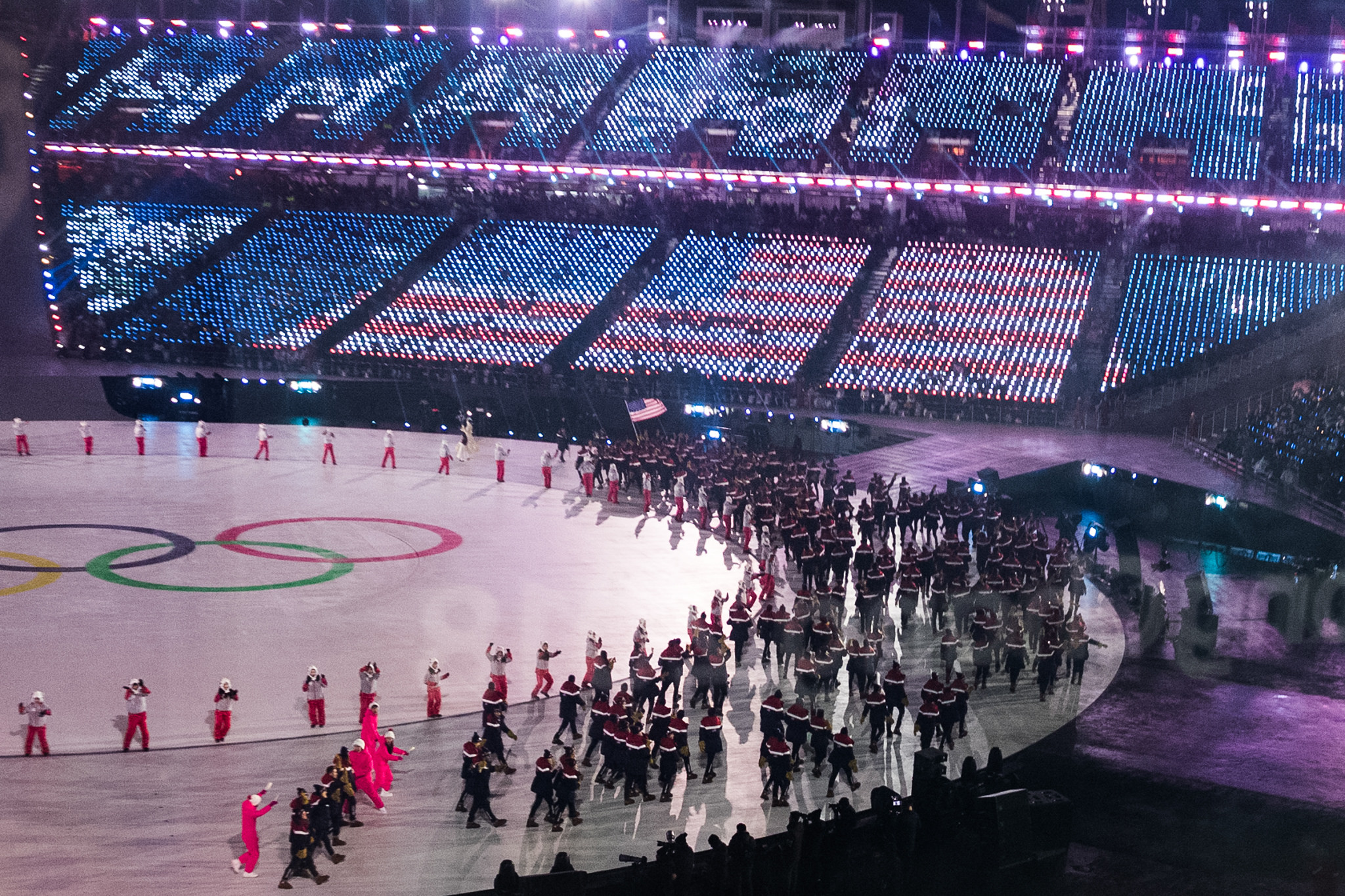
Die US-amerikanische Delegation beim Einmarsch der Nationen während der Eröffnungsfeier

Die Vereinigten Staaten nahmen an den Olympischen Winterspielen 2018 in Pyeongchang mit 241 Athleten in 15 Disziplinen teil, davon 134 Männer und 107 Frauen. Sie stellten damit die größte Delegation.
Mit neun Gold-, acht Silber- und sechs Bronzemedaillen waren die Vereinigten Staaten die vierterfolgreichste Nation bei den Spielen. Fahnenträgerin bei der Eröffnungsfeier war Erin Hamlin.

## Medaillen

### Medaillenspiegel
| Rang   | Sportart         | G | S | B | Gesamt |
| ------ | ---------------- | - | - | - | ------ |
| 1      | Snowboard        | 4 | 2 | 1 | 7      |
| 2      | Freestyle-Skiing | 1 | 2 | 1 | 4      |
| 3      | Ski Alpin        | 1 | 1 | 1 | 3      |
| 4      | Curling          | 1 | — | — | 1      |
| 4      | Skilanglauf      | 1 | — | — | 1      |
| 4      | Eishockey        | 1 | — | — | 1      |
| 7      | Shorttrack       | — | 1 | — | 1      |
| 7      | Rennrodeln       | — | 1 | — | 1      |
| 7      | Bob              | — | 1 | — | 1      |
| 10     | Eiskunstlauf     | — | — | 2 | 2      |
| 11     | Eisschnelllauf   | — | — | 1 | 1      |
| Gesamt | Gesamt           | 9 | 8 | 6 | 23     |

### Medaillengewinner
| Name/n                                                         | Sportart         | Wettkampf      |
| -------------------------------------------------------------- | ---------------- | -------------- |
| Gold                                                           |                  |                |
| Mikaela Shiffrin                                               | Ski Alpin        | Riesenslalom   |
| Kikkan Randall Jessie Diggins                                  | Skilanglauf      | Teamsprint     |
| David Wise                                                     | Freestyle-Skiing | Halfpipe       |
| Vereinigte Staaten                                             | Eishockey        | Frauen         |
| Shaun White                                                    | Snowboard        | Halfpipe       |
| Redmond Gerard                                                 | Snowboard        | Slopestyle     |
| Chloe Kim                                                      | Snowboard        | Halfpipe       |
| Jamie Anderson                                                 | Snowboard        | Slopestyle     |
| Silber                                                         |                  |                |
| Mikaela Shiffrin                                               | Ski Alpin        | Kombination    |
| Elana Meyers Taylor Lauren Gibbs                               | Bobsport         | Zweierbob      |
| Alex Ferreira                                                  | Freestyle-Skiing | Halfpipe       |
| Nick Goepper                                                   | Freestyle-Skiing | Slopestyle     |
| Christopher Mazdzer                                            | Rennrodeln       | Einsitzer      |
| John-Henry Krueger                                             | Shorttrack       | 1000 m         |
| Jamie Anderson                                                 | Snowboard        | Big Air        |
| Kyle Mack                                                      | Snowboard        | Big Air        |
| Bronze                                                         |                  |                |
| Lindsey Vonn                                                   | Ski Alpin        | Abfahrt        |
| Maia Shibutani Alex Shibutani                                  | Eiskunstlauf     | Eistanz        |
| Vereinigte Staaten                                             | Eiskunstlauf     | Teamwettbewerb |
| Brita Sigourney                                                | Freestyle-Skiing | Halfpipe       |
| Arielle Gold                                                   | Snowboard        | Halfpipe       |
| Heather Bergsma Brittany Bowe Mia Manganello Carlijn Schoutens | Eisschnelllauf   | Teamverfolgung |

## Teilnehmer nach Sportart

### Biathlon
| Athleten                                                 | Wettbewerbe                   | Zeit        | Fehler         | Rang |
| -------------------------------------------------------- | ----------------------------- | ----------- | -------------- | ---- |
| Frauen                                                   |                               |             |                |      |
| Emily Dreissigacker                                      | 7,5 km Sprint                 | 23:27,2 min | 1 (0+1)        | 51   |
| Emily Dreissigacker                                      | 10 km Verfolgung              | 35:36,7 min | 4 (0+1+1+2)    | 47   |
| Emily Dreissigacker                                      | 15 km Einzel                  | 48:16,4 min | 4 (2+1+0+1)    | 67   |
| Susan Dunklee                                            | 7,5 km Sprint                 | 24:13,1 min | 5 (1+4)        | 66   |
| Susan Dunklee                                            | 15 km Einzel                  | 44:33,5 min | 2 (0+1+0+1)    | 19   |
| Clare Egan                                               | 7,5 km Sprint                 | 23:51,6 min | 3 (1+2)        | 61   |
| Clare Egan                                               | 15 km Einzel                  | 48:00,8 min | 4 (0+3+0+1)    | 62   |
| Joanne Reid                                              | 7,5 km Sprint                 | 26:28,1 min | 7 (4+3)        | 86   |
| Joanne Reid                                              | 15 km Einzel                  | 44:41,3 min | 1 (0+1+0+0)    | 22   |
| Emily Dreissigacker Susan Dunklee Clare Egan Joanne Reid | 4 × 6 km Staffel              | 1:14:05,3 h | 2+10 (0+3 2+7) | 13   |
| Männer                                                   |                               |             |                |      |
| Lowell Bailey                                            | 10 km Sprint                  | 24:54,4 min | 1 (0+1)        | 33   |
| Lowell Bailey                                            | 12,5 km Verfolgung            | 36:43,3 min | 5 (0+0+3+2)    | 32   |
| Lowell Bailey                                            | 20 km Einzel                  | 52:56,8 min | 4 (2+1+0+1)    | 51   |
| Tim Burke                                                | 10 km Sprint                  | 25:26,3 min | 4 (2+2)        | 47   |
| Tim Burke                                                | 12,5 km Verfolgung            | 35:11,3 min | 2 (0+1+1+0)    | 17   |
| Tim Burke                                                | 20 km Einzel                  | 52:05,7 min | 4 (1+1+0+2)    | 41   |
| Sean Doherty                                             | 10 km Sprint                  | 25:55,2 min | 4 (4+0)        | 65   |
| Sean Doherty                                             | 20 km Einzel                  | 52:25,6 min | 3 (2+0+1+0)    | 44   |
| Leif Nordgren                                            | 10 km Sprint                  | 25:49,0 min | 2 (1+1)        | 58   |
| Leif Nordgren                                            | 12,5 km Verfolgung            | 38:40,4 min | 5 (2+2+0+1)    | 50   |
| Leif Nordgren                                            | 20 km Einzel                  | 54:31,1 min | 5 (1+1+3+0)    | 66   |
| Lowell Bailey Sean Doherty Tim Burke Leif Nordgren       | 4 × 7,5 km Staffel            | 1:19:06,7 h | 2+14 (2+6 0+8) | 6    |
| Mixed                                                    |                               |             |                |      |
| Susan Dunklee Joanne Reid Tim Burke Lowell Bailey        | 2 × 6 km + 2 × 7,5 km Staffel | 1:12:05,4 h | 3+9 (0+3 3+6)  | 15   |

Ersatzläufer waren Madeleine Phaneuf bei den Frauen und Russell Currier bei den Männern.

### Bob
| Athleten                                                               | Wettbewerb | Lauf 1  | Lauf 1 | Lauf 2  | Lauf 2 | Lauf 3  | Lauf 3 | Lauf 4        | Lauf 4        | Gesamt      | Gesamt |
| Athleten                                                               | Wettbewerb | Zeit    | Rang   | Zeit    | Rang   | Zeit    | Rang   | Zeit          | Rang          | Zeit        | Rang   |
| ---------------------------------------------------------------------- | ---------- | ------- | ------ | ------- | ------ | ------- | ------ | ------------- | ------------- | ----------- | ------ |
| Frauen                                                                 |            |         |        |         |        |         |        |               |               |             |        |
| Jamie Greubel Poser Aja Evans                                          | Zweierbob  | 50,59 s | 3      | 50,99 s | 8      | 50,59 s | 4      | 50,85 s       | 5             | 1:41,58 min | 5      |
| Elana Meyers Taylor Lauren Gibbs                                       | Zweierbob  | 50,52 s | 1      | 50,81 s | 2      | 50,46 s | 1      | 50,73 s       | 3             | 1:41,33 min | Silber |
| Männer                                                                 |            |         |        |         |        |         |        |               |               |             |        |
| Codie Bascue Sam McGuffie                                              | Zweierbob  | 50,03 s | 25     | 50,16 s | 25     | 49,90 s | 23     | ausgeschieden | ausgeschieden | 2:30,09 min | 25     |
| Nick Cunningham Hakeem Abdul-Saboor                                    | Zweierbob  | 49,96 s | 24     | 50,11 s | 24     | 49,62 s | 15     | ausgeschieden | ausgeschieden | 2:29,69 min | 21     |
| Justin Olsen Evan Weinstock                                            | Zweierbob  | 49,66 s | 12     | 49,55 s | 11     | 49,53 s | 11     | 49,80 s       | 16            | 3:18,54 min | 14     |
| Codie Bascue Steve Langton Sam McGuffie Evan Weinstock                 | Viererbob  | 49,09 s | 12     | 49,34 s | 10     | 49,08 s | 8      | 49,77 s       | 16            | 3:17,28 min | 9      |
| Nick Cunningham Hakeem Abdul-Saboor Christopher Kinney Samuel Michener | Viererbob  | 49,60 s | 20     | 49,50 s | 15     | 49,74 s | 21     | 49,70 s       | 13            | 3:18,54 min | 19     |
| Justin Olsen Christopher Fogt Carlo Valdes Evan Weinstock              | Viererbob  | 49,62 s | 21     | 49,71 s | 20     | 49,66 s | 18     | 49,56 s       | 4             | 3:18,55 min | 20     |

### Curling
| Wettbewerb  | Frauen | Männer | Mixed-Doubles                                                                                                 |
| ----------- | --- | --- | --- |
| Athleten    | Nina Roth Cory Christensen Aileen Geving Becca Hamilton Tabitha Peterson                                                                     | John Shuster Tyler George Matt Hamilton John Landsteiner Joseph Polo                                                    | Becca Hamilton Matt Hamilton                                                                                  |
| Vorrunde    | Japan 5:10 Großbritannien 7:4 Schweiz 5:6 Olympische Athleten aus Russland 7:6 Kanada 3:11 Dänemark 7:6 China 10:4 Südkorea 6:9 Schweden 6:9 | Südkorea 11:7 Italien 9:10 Schweden 4:10 Dänemark 9:5 Japan 2:8 Norwegen 5:8 Kanada 9:7 Schweiz 8:4 Großbritannien 10:4 | Olympische Athleten aus Russland 9:3 Kanada 4:6 Schweiz 4:9 Südkorea 1:9 China 4:6 Norwegen 10:3 Finnland 5:7 |
| Halbfinale  | ausgeschieden | Kanada 5:3 | ausgeschieden                                                                                                 |
| Finale      | ausgeschieden | Schweden 10:7 | ausgeschieden                                                                                                 |
| Platzierung | 8. Platz | Gold | 6. Platz |

### Eishockey
Sowohl die Männer- als auch die Frauennationalmannschaft konnten sich aufgrund ihrer Position in der IIHF-Weltrangliste für das olympische Turnier qualifizieren.
Die vorläufigen Aufgebote beider Teams wurden im Rahmen des NHL Winter Classic 2018 am 1. Januar 2018 bekannt gegeben.
| Wettbewerb                 | Frauen | Männer |
| -------------------------- | --- | --- |
| Athleten                   | Cayla Barnes Kacey Bellamy Hannah Brandt Dani Cameranesi Kendall Coyne Brianna Decker Meghan Duggan Kali Flanagan Nicole Hensley Megan Keller Amanda Kessel Hilary Knight Jocelyne Lamoureux-Davidson Monique Lamoureux-Morando Gigi Marvin Sidney Morin Kelly Pannek Amanda Pelkey Emily Pfalzer Alex Rigsby Maddie Rooney Haley Skarupa Lee Stecklein | Mark Arcobello Chad Billins Jonathon Blum Will Borgen Chris Bourque Bobby Butler Ryan Donato Matt Gilroy Brian Gionta Jordan Greenway Ryan Gunderson Chad Kolarik David Leggio Broc Little Brandon Maxwell John McCarthy Brian O’Neill Garrett Roe Bobby Sanguinetti Jim Slater Ryan Stoa Troy Terry Noah Welch James Wisniewski Ryan Zapolski |
| Vorrunde                   | Finnland 3:1 (0:1, 2:0, 1:0) Olympische Athleten aus Russland 5:0 (1:0, 3:0, 1:0) Kanada 1:2 (0:0, 0:2, 1:0) | Slowenien 2:3 n. V. (1:0, 1:0, 0:2, 0:1) Slowakei 2:1 (1:1, 0:0, 1:0) Olympische Athleten aus Russland 0:4 (0:1, 0:2, 0:1) |
| Viertelfinal-Qualifikation | – | Slowakei 5:1 (0:0, 3:1, 2:0) |
| Viertelfinale              | – | Tschechien 2:3 n. P. (1:1, 1:1, 0:0, 0:0, 0:1) |
| Halbfinale                 | Finnland 5:0 (2:0, 2:0, 1:0) | – |
| Finale                     | Kanada 3:2 n. P. (1:0, 0:2, 1:0, 0:0, 1:0) | – |
| Platzierung                | Gold | 7. Platz |

### Eiskunstlauf
| Athleten | Wettbewerb | Kurzprogramm/-tanz | Kurzprogramm/-tanz | Kür/Kürtanz | Kür/Kürtanz | Gesamt | Gesamt |
| Athleten | Wettbewerb | Punkte             | Rang               | Punkte      | Rang        | Punkte | Rang   |
| --- | ---------- | ------------------ | ------------------ | ----------- | ----------- | ------ | ------ |
| Frauen |            |                    |                    |             |             |        |        |
| Karen Chen | Einzel     | 65,90              | 10                 | 119,75      | 11          | 185,65 | 11     |
| Mirai Nagasu | Einzel     | 66,93              | 9                  | 119,61      | 12          | 186,54 | 10     |
| Bradie Tennell | Einzel     | 64,01              | 11                 | 128,34      | 9           | 192,35 | 9      |
| Männer |            |                    |                    |             |             |        |        |
| Nathan Chen | Einzel     | 82,27              | 17                 | 215,08      | 1           | 297,35 | 5      |
| Adam Rippon | Einzel     | 87,95              | 7                  | 171,41      | 10          | 259,36 | 10     |
| Vincent Zhou | Einzel     | 84,53              | 12                 | 192,16      | 6           | 276,69 | 6      |
| Mixed |            |                    |                    |             |             |        |        |
| Madison Chock Evan Bates                                                                                                  | Eistanz    | 75,45              | 7                  | 100,13      | 12          | 175,58 | 9      |
| Madison Hubbell Zach Donohue                                                                                              | Eistanz    | 77,75              | 3                  | 109,94      | 5           | 187,69 | 4      |
| Maia Shibutani Alex Shibutani                                                                                             | Eistanz    | 77,73              | 4                  | 114,86      | 3           | 192,59 | Bronze |
| Alexa Scimeca Knierim Chris Knierim                                                                                       | Paarlauf   | 65,55              | 14                 | 120,27      | 15          | 185,82 | 15     |
| Nathan Chen Adam Rippon Bradie Tennell Mirai Nagasu Alexa Scimeca Knierim & Chris Knierim Maia Shibutani & Alex Shibutani | Mannschaft | 29                 | 3                  | 33          | 3           | 62     | Bronze |

### Eisschnelllauf
| Athleten          | Wettbewerbe | Zeit         | Rang |
| ----------------- | ----------- | ------------ | ---- |
| Frauen            |             |              |      |
| Heather Bergsma   | 500 m       | 38,13 s      | 11   |
| Heather Bergsma   | 1000 m      | 1:15,15 min  | 8    |
| Heather Bergsma   | 1500 m      | 1:56,74 min  | 8    |
| Brittany Bowe     | 500 m       | 37,530 s     | 5    |
| Brittany Bowe     | 1000 m      | 1:14,36 min  | 4    |
| Brittany Bowe     | 1500 m      | 1:55,54 min  | 5    |
| Erin Jackson      | 500 m       | 39,20 s      | 24   |
| Jerica Tandiman   | 1000 m      | 1:18,02 min  | 28   |
| Mia Manganello    | 1500 m      | 1:59,93 min  | 22   |
| Carlijn Schoutens | 3000 m      | 4:15,60 min  | 22   |
| Carlijn Schoutens | 5000 m      | 7:13,28 min  | 11   |
| Männer            |             |              |      |
| Shani Davis       | 1000 m      | 1:08,78 min  | 7    |
| Shani Davis       | 1500 m      | 1:46,74 min  | 19   |
| Jonathan Garcia   | 500 m       | 35,31 s      | 23   |
| Kimani Griffin    | 500 m       | 35,38 s      | 26   |
| Mitchell Whitmore | 500 m       | 35,13 s      | 15   |
| Mitchell Whitmore | 1000 m      | 1:09,17 min  | 10   |
| Joey Mantia       | 1000 m      | 1:08,564 min | 4    |
| Joey Mantia       | 1500 m      | 1:45,86 min  | 8    |
| Brian Hansen      | 1500 m      | 1:46,44 min  | 15   |
| Emery Lehman      | 5000 m      | 6:31,16 min  | 21   |

| Athleten        | Wettbewerbe | Halbfinale | Halbfinale | Finale        | Finale        | Rang |
| Athleten        | Wettbewerbe | Punkte     | Rang       | Punkte        | Rang          | Rang |
| --------------- | ----------- | ---------- | ---------- | ------------- | ------------- | ---- |
| Frauen          |             |            |            |               |               |      |
| Heather Bergsma | Massenstart | 5          | 5          | 0             | 11            | 11   |
| Mia Manganello  | Massenstart | 1          | 7          | 0             | 15            | 15   |
| Männer          |             |            |            |               |               |      |
| Brian Hansen    | Massenstart | 1          | 10         | ausgeschieden | ausgeschieden | 18   |
| Joey Mantia     | Massenstart | 3          | 8          | 0             | 9             | 9    |

| Athleten                                                       | Wettbewerbe    | Viertelfinale | Viertelfinale | Halbfinale    | Halbfinale    | Finale A–D | Finale A–D  | Rang   |
| Athleten                                                       | Wettbewerbe    | Gegner        | Zeit          | Gegner        | Zeit          | Gegner     | Zeit        | Rang   |
| -------------------------------------------------------------- | -------------- | ------------- | ------------- | ------------- | ------------- | ---------- | ----------- | ------ |
| Frauen                                                         |                |               |               |               |               |            |             |        |
| Heather Bergsma Brittany Bowe Mia Manganello Carlijn Schoutens | Teamverfolgung | Polen         | 2:59,75 min   | Niederlande   | 3:07,28 min   | Kanada     | 2:59,27 min | Bronze |
| Männer                                                         |                |               |               |               |               |            |             |        |
| Jonathan Garcia Brian Hansen Emery Lehman Joey Mantia          | Teamverfolgung | Niederlande   | 3:42,98 min   | ausgeschieden | ausgeschieden | Kanada     | 3:50,77 min | 8      |

### Freestyle-Skiing
| Athleten            | Wettbewerbe | Qualifikation | Qualifikation | Finale        | Finale        | Rang   |
| Athleten            | Wettbewerbe | Punkte        | Rang          | Punkte        | Rang          | Rang   |
| ------------------- | ----------- | ------------- | ------------- | ------------- | ------------- | ------ |
| Frauen              |             |               |               |               |               |        |
| Ashley Caldwell     | Aerials     | 81,81         | 11            | ausgeschieden | ausgeschieden | 17     |
| Kiley McKinnon      | Aerials     | 87,88         | 5             | 80,95         | 10            | 10     |
| Madison Olsen       | Aerials     | 87,88         | 6             | 47,23         | 6             | 6      |
| Tess Johnson        | Buckelpiste | 75,33         | 1             | 70,49         | 12            | 12     |
| Jaelin Kauf         | Buckelpiste | 77,45         | 5             | 76,03         | 7             | 7      |
| Keaton McCargo      | Buckelpiste | 75,67         | 8             | 75,79         | 8             | 8      |
| Morgan Schild       | Buckelpiste | 77,74         | 3             | 72,23         | 15            | 15     |
| Maddie Bowman       | Halfpipe    | 83,80         | 6             | 27,00         | 11            | 11     |
| Annalisa Drew       | Halfpipe    | 86,00         | 4             | 90,80         | 4             | 4      |
| Devin Logan         | Halfpipe    | 71,60         | 15            | ausgeschieden | ausgeschieden | 15     |
| Brita Sigourney     | Halfpipe    | 90,60         | 3             | 91,60         | 3             | Bronze |
| Caroline Claire     | Slopestyle  | 20,00         | 23            | ausgeschieden | ausgeschieden | 23     |
| Devin Logan         | Slopestyle  | 84,80         | 6             | 56,80         | 10            | 10     |
| Darian Stevens      | Slopestyle  | 64,00         | 17            | ausgeschieden | ausgeschieden | 17     |
| Maggie Voisin       | Slopestyle  | 73,00         | 12            | 81,20         | 4             | 4      |
| Männer              |             |               |               |               |               |        |
| Mac Bohonnon        | Aerials     | 112,39        | 11            | ausgeschieden | ausgeschieden | 17     |
| Jonathon Lillis     | Aerials     | 127,44        | 1             | 95,47         | 8             | 8      |
| Eric Loughran       | Aerials     | 86,28         | 19            | ausgeschieden | ausgeschieden | 25     |
| Casey Andringa      | Buckelpiste | 77,37         | 3             | 75,50         | 5             | 5      |
| Troy Murphy         | Buckelpiste | 80,95         | 4             | 72,72         | 17            | 17     |
| Emerson Smith       | Buckelpiste | 73,94         | 13            | ausgeschieden | ausgeschieden | 23     |
| Bradley Wilson      | Buckelpiste | 76,33         | 4             | 62,74         | 18            | 18     |
| Aaron Blunck        | Halfpipe    | 94,40         | 1             | 84,80         | 7             | 7      |
| Alex Ferreira       | Halfpipe    | 92,60         | 2             | 96,40         | 2             | Silber |
| David Wise          | Halfpipe    | 79,60         | 8             | 97,20         | 1             | Gold   |
| Torin Yater-Wallace | Halfpipe    | 89,60         | 3             | 65,20         | 9             | 9      |
| Nick Goepper        | Slopestyle  | 92,80         | 5             | 93,60         | 2             | Silber |
| Alexander Hall      | Slopestyle  | 77,80         | 16            | ausgeschieden | ausgeschieden | 16     |
| Gus Kenworthy       | Slopestyle  | 90,80         | 7             | 35,00         | 12            | 12     |
| McRae Williams      | Slopestyle  | 81,60         | 15            | ausgeschieden | ausgeschieden | 15     |

### Nordische Kombination
| Athleten                                             | Wettbewerb                        | Skispringen | Skispringen | Langlauf    | Langlauf | Rang |
| Athleten                                             | Wettbewerb                        | Punkte      | Rang        | Zeit        | Rang     | Rang |
| ---------------------------------------------------- | --------------------------------- | ----------- | ----------- | ----------- | -------- | ---- |
| Männer                                               |                                   |             |             |             |          |      |
| Bryan Fletcher                                       | Gundersen-Wettkampf Normalschanze | 99,0        | 18          | 24:57,6 min | 22       | 17   |
| Bryan Fletcher                                       | Gundersen-Wettkampf Großschanze   | 107,8       | 23          | 23:31,4 min | 10       | 17   |
| Taylor Fletcher                                      | Gundersen-Wettkampf Normalschanze | 76,4        | 39          | 24:42,2 min | 15       | 35   |
| Jasper Good                                          | Gundersen-Wettkampf Normalschanze | 58,8        | 47          | 25:52,8 min | 39       | 45   |
| Jasper Good                                          | Gundersen-Wettkampf Großschanze   | 75,7        | 46          | 25:17,7 min | 39       | 43   |
| Ben Loomis                                           | Gundersen-Wettkampf Normalschanze | 79,5        | 37          | 25:56,8 min | 40       | 41   |
| Ben Loomis                                           | Gundersen-Wettkampf Großschanze   | 81,6        | 43          | 24:42,3 min | 35       | 40   |
| Ben Berend                                           | Gundersen-Wettkampf Großschanze   | 105,8       | 24          | 26:08,7 min | 44       | 39   |
| Bryan Fletcher Taylor Fletcher Ben Berend Ben Loomis | Teamwettkampf                     | 324,8       | 9           | 48:13,5 min | 9        | 10   |

### Rennrodeln
| Athlet                                                          | Wettbewerb   | Lauf 1       | Lauf 1 | Lauf 2   | Lauf 2 | Lauf 3   | Lauf 3 | Lauf 4        | Lauf 4        | Gesamt        | Gesamt |
| Athlet                                                          | Wettbewerb   | Zeit         | Rang   | Zeit     | Rang   | Zeit     | Rang   | Zeit          | Rang          | Zeit          | Rang   |
| --------------------------------------------------------------- | ------------ | ------------ | ------ | -------- | ------ | -------- | ------ | ------------- | ------------- | ------------- | ------ |
| Frauen                                                          |              |              |        |          |        |          |        |               |               |               |        |
| Summer Britcher                                                 | Einsitzer    | 46,829 s     | 15     | 46,132 s | 1      | 46,603 s | 8      | 48,770 s      | 19            | 3:08,334 min  | 19     |
| Erin Hamlin                                                     | Einsitzer    | 46,357 s     | 6      | 46,333 s | 5      | 46,506 s | 5      | 46,716 s      | 8             | 3:05,912 min  | 6      |
| Emily Sweeney                                                   | Einsitzer    | 46,595 s     | 11     | 46,960 s | 23     | 46,917 s | 16     | DNF           | DNF           | –             | –      |
| Männer                                                          |              |              |        |          |        |          |        |               |               |               |        |
| Christopher Mazdzer                                             | Einsitzer    | 47,800 s     | 5      | 47,717 s | 2      | 47,534 s | 1      | 47,677 s      | 7             | 3:10,728 min  | Silber |
| Taylor Morris                                                   | Einsitzer    | 48,072 s     | 15     | 48,793 s | 32     | 47,858 s | 13     | 47,824 s      | 9             | 3:12,547 min  | 18     |
| Tucker West                                                     | Einsitzer    | 48,848 s     | 26     | 47,942 s | 15     | 49,593 s | 37     | ausgeschieden | ausgeschieden | ausgeschieden | 26     |
| Doppelsitzer                                                    |              |              |        |          |        |          |        |               |               |               |        |
| Justin Krewson Andrew Sherk                                     | Doppelsitzer | 46,310 s     | 7      | 46,342 s | 10     | –        | –      | –             | –             | 1:32,652 min  | 8      |
| Matt Mortensen Jayson Terdiman                                  | Doppelsitzer | 46,244 s     | 6      | 46,443 s | 13     | –        | –      | –             | –             | 1:32,687 min  | 10     |
| Teamstaffel                                                     |              |              |        |          |        |          |        |               |               |               |        |
| Summer Britcher Chris Mazdzer Matthew Mortensen Jayson Terdiman | Teamstaffel  | 2:25,091 min | 4      | –        | –      | –        | –      | –             | –             | 2:25,091 min  | 4      |

### Shorttrack
| Athlet                                                      | Wettbewerb     | Vorlauf      | Vorlauf | Viertelfinale | Viertelfinale | Halbfinale    | Halbfinale    | Finale                | Finale        | Rang          |
| Athlet                                                      | Wettbewerb     | Zeit         | Rang    | Zeit          | Rang          | Zeit          | Rang          | Zeit                  | Rang          | Rang          |
| ----------------------------------------------------------- | -------------- | ------------ | ------- | ------------- | ------------- | ------------- | ------------- | --------------------- | ------------- | ------------- |
| Frauen                                                      |                |              |         |               |               |               |               |                       |               |               |
| Maame Biney                                                 | 500 m          | 43,655 s     | 2       | 44,772 s      | 4             | ausgeschieden | ausgeschieden | ausgeschieden         | ausgeschieden | 14            |
| Maame Biney                                                 | 1500 m         | 2:31,819 min | 6       | –             | –             | ausgeschieden | ausgeschieden | ausgeschieden         | ausgeschieden | 31            |
| Lana Gehring                                                | 500 m          | 43,825 s     | 3       | ausgeschieden | ausgeschieden | ausgeschieden | ausgeschieden | ausgeschieden         | ausgeschieden | 21            |
| Lana Gehring                                                | 1000 m         | DSQ          | DSQ     | ausgeschieden | ausgeschieden | ausgeschieden | ausgeschieden | ausgeschieden         | ausgeschieden | ausgeschieden |
| Lana Gehring                                                | 1500 m         | 2:27,336 min | 5       | –             | –             | ausgeschieden | ausgeschieden | ausgeschieden         | ausgeschieden | 26            |
| Jessica Kooreman                                            | 1000 m         | 1:31,657 min | 3       | ausgeschieden | ausgeschieden | ausgeschieden | ausgeschieden | ausgeschieden         | ausgeschieden | ausgeschieden |
| Jessica Kooreman                                            | 1500 m         | DSQ          | DSQ     | –             | –             | ausgeschieden | ausgeschieden | ausgeschieden         | ausgeschieden | ausgeschieden |
| Männer                                                      |                |              |         |               |               |               |               |                       |               |               |
| John Celski                                                 | 1000 m         | 1:31,812 min | 3       | ausgeschieden | ausgeschieden | ausgeschieden | ausgeschieden | ausgeschieden         | ausgeschieden | 24            |
| John Celski                                                 | 1500 m         | 2:19,028 min | 3       | –             | –             | DSQ           | DSQ           | ausgeschieden         | ausgeschieden | 22            |
| Thomas Insuk Hong                                           | 500 m          | 43,096 s     | 3       | ausgeschieden | ausgeschieden | ausgeschieden | ausgeschieden | ausgeschieden         | ausgeschieden | ausgeschieden |
| John-Henry Krueger                                          | 500 m          | 41,008 s     | 4       | ausgeschieden | ausgeschieden | ausgeschieden | ausgeschieden | ausgeschieden         | ausgeschieden | ausgeschieden |
| John-Henry Krueger                                          | 1000 m         | 1:25,913 min | 1       | 1:24,598 min  | 3             | 1:24,187 min  | 1             | 1:24,864 min          | 2             | Silber        |
| John-Henry Krueger                                          | 1500 m         | 2:15,671 min | 1       | –             | –             | DSQ           | DSQ           | ausgeschieden         | ausgeschieden | 19            |
| Aaron Tran                                                  | 500 m          | DSQ          | DSQ     | ausgeschieden | ausgeschieden | ausgeschieden | ausgeschieden | ausgeschieden         | ausgeschieden | ausgeschieden |
| Aaron Tran                                                  | 1500 m         | 2:14,133 min | 3       | –             | –             | 2:13,487 min  | 4             | B-Finale 2:27,127 min | 12            | 12            |
| John Celski John-Henry Krueger Thomas Insuk Hong Aaron Tran | 5000-m-Staffel | –            | –       | –             | –             | 6:36,867 min  | 3             | B-Finale 6:52,708 min | 1             | 5             |

Ryan Pivirotto war als Ersatzathlet nominiert, kam aber nicht zum Einsatz.

### Skeleton
| Athlet            | Lauf 1  | Lauf 1 | Lauf 2  | Lauf 2 | Lauf 3  | Lauf 3 | Lauf 4  | Lauf 4 | Gesamt      | Gesamt |
| Athlet            | Zeit    | Rang   | Zeit    | Rang   | Zeit    | Rang   | Zeit    | Rang   | Zeit        | Rang   |
| ----------------- | ------- | ------ | ------- | ------ | ------- | ------ | ------- | ------ | ----------- | ------ |
| Frauen            |         |        |         |        |         |        |         |        |             |        |
| Katie Uhlaender   | 52,33 s | 8      | 52,40 s | 13     | 52,33 s | 12     | 52,55 s | 14     | 3:29,61 min | 13     |
| Kendall Wesenberg | 52,77 s | 17     | 52,96 s | 17     | 52,54 s | 16     | 52,65 s | 15     | 3:30,92 min | 17     |
| Männer            |         |        |         |        |         |        |         |        |             |        |
| Matthew Antoine   | 51,16 s | 12     | 50,98 s | 8      | 50,91 s | 9      | 51,34 s | 14     | 3:24,39 min | 11     |
| John Daly         | 51,23 s | 13     | 51,15 s | 14     | 51,33 s | 18     | 51,65 s | 19     | 3:25,35 min | 16     |

### Ski Alpin
| Athleten            | Wettbewerbe  | 1. Lauf     | 2. Lauf       | Gesamt        | Gesamt        |
| Athleten            | Wettbewerbe  | Zeit        | Zeit          | Zeit          | Rang          |
| ------------------- | ------------ | ----------- | ------------- | ------------- | ------------- |
| Frauen              |              |             |               |               |               |
| Breezy Johnson      | Abfahrt      | –           | –             | 1:40,34 min   | 7             |
| Breezy Johnson      | Super-G      | –           | –             | 1:22,14 min   | 14            |
| Tricia Mangan       | Riesenslalom | DNF         | ausgeschieden | ausgeschieden | ausgeschieden |
| Alice Merryweather  | Slalom       | 58,68 s     | 54,89 s       | 1:53,57 min   | 42            |
| Alice Merryweather  | Kombination  | 1:43,17 min | 43,73 s       | 2:26,90 min   | 15            |
| Megan McJames       | Riesenslalom | 1:16,00 min | 1:12,39 min   | 2:28,39 min   | 31            |
| Megan McJames       | Slalom       | 54,22 s     | 55,06 s       | 1:49,28 min   | 36            |
| Alice McKennis      | Abfahrt      | –           | –             | 1:40,24 min   | 5             |
| Alice McKennis      | Super-G      | –           | –             | 1:22,20 min   | 16            |
| Laurenne Ross       | Abfahrt      | –           | –             | 1:41,10 min   | 15            |
| Laurenne Ross       | Super-G      | –           | –             | 1:22,20 min   | 15            |
| Mikaela Shiffrin    | Riesenslalom | 1:10,82 min | 1:09,20 min   | 2:20,02 min   | Gold          |
| Mikaela Shiffrin    | Slalom       | 49,37 s     | 49,66 s       | 1:39,03 min   | 4             |
| Mikaela Shiffrin    | Kombination  | 1:41,35 min | 40,52 s       | 2:21,87 min   | Silber        |
| Resi Stiegler       | Riesenslalom | 1:16,72 min | 1:15,02 min   | 2:31,74 min   | 36            |
| Resi Stiegler       | Slalom       | DNF         | DNF           | DNF           | DNF           |
| Lindsey Vonn        | Abfahrt      | –           | –             | 1:39,69 min   | Bronze        |
| Lindsey Vonn        | Super-G      | –           | –             | 1:21,49 min   | 6             |
| Lindsey Vonn        | Kombination  | 1:39,37 min | DNF           | ausgeschieden | ausgeschieden |
| Männer              |              |             |               |               |               |
| Bryce Bennett       | Abfahrt      | –           | –             | 1:42,22 min   | 16            |
| Bryce Bennett       | Kombination  | 1:21,18 min | 48,79 s       | 2:09,97 min   | 17            |
| David Chodounsky    | Slalom       | 49,43 s     | 51,41 s       | 1:40,84 min   | 18            |
| Ryan Cochran-Siegle | Abfahrt      | –           | –             | 1:42,96 min   | 23            |
| Ryan Cochran-Siegle | Super-G      | –           | –             | 1:25,72 min   | 14            |
| Ryan Cochran-Siegle | Riesenslalom | 1:10,75 min | 1:09,99 min   | 2:20,74 min   | 11            |
| Ryan Cochran-Siegle | Kombination  | DNF         | ausgeschieden | ausgeschieden | ausgeschieden |
| Mark Engel          | Slalom       | 56,18 s     | 53,13 s       | 1:49,31 min   | 31            |
| Tommy Ford          | Riesenslalom | 1:11,43 min | 1:10,20 min   | 2:21,63 min   | 20            |
| Jared Goldberg      | Abfahrt      | –           | –             | 1:42,59 min   | 20            |
| Jared Goldberg      | Super-G      | –           | –             | 1:26,49 min   | 24            |
| Jared Goldberg      | Kombination  | 1:20,02 min | 1:02,86 min   | 2:22,88 min   | 36            |
| Tim Jitloff         | Riesenslalom | DNF         | ausgeschieden | ausgeschieden | ausgeschieden |
| Nolan Kasper        | Slalom       | 52,44 s     | DNF           | ausgeschieden | ausgeschieden |
| Ted Ligety          | Super-G      | –           | –             | DNF           | DNF           |
| Ted Ligety          | Riesenslalom | 1:10,71 min | 1:10,54 min   | 2:21,25 min   | 15            |
| Ted Ligety          | Kombination  | 1:21,36 min | 46,61 s       | 2:07,97 min   | 5             |
| Wiley Maple         | Abfahrt      | –           | –             | 1:43,72 min   | 30            |
| Andrew Weibrecht    | Super-G      | –           | –             | DNF           | DNF           |

| Athleten                                                  | Wettbewerbe             | Achtelfinale   | Achtelfinale | Viertelfinale | Viertelfinale | Halbfinale    | Halbfinale    | Finale/Platz 3 | Finale/Platz 3 | Rang          |
| Athleten                                                  | Wettbewerbe             | Gegner         | Punkte       | Gegner        | Punkte        | Gegner        | Punkte        | Gegner         | Punkte         | Rang          |
| --------------------------------------------------------- | ----------------------- | -------------- | ------------ | ------------- | ------------- | ------------- | ------------- | -------------- | -------------- | ------------- |
| Mixed                                                     |                         |                |              |               |               |               |               |                |                |               |
| Tricia Mangan Megan McJames David Chodounsky Nolan Kasper | Riesenslalom Mannschaft | Großbritannien | 2:2          | ausgeschieden | ausgeschieden | ausgeschieden | ausgeschieden | ausgeschieden  | ausgeschieden  | ausgeschieden |

Zum Aufgebot gehörten außerdem Stacey Cook und Thomas Biesemeyer. Jaqueline Wiles wird zwar im offiziellen Aufgebot gelistet, sie reiste jedoch verletzungsbedingt nicht zu den Spielen und wurde durch Tricia Mangan ersetzt.

### Skilanglauf
| Athleten                                                     | Wettbewerbe       | Zeit        | Rang |
| ------------------------------------------------------------ | ----------------- | ----------- | ---- |
| Frauen                                                       |                   |             |      |
| Sadie Bjornsen                                               | 10 km Freistil    | 26:42,6 min | 15   |
| Sadie Bjornsen                                               | 30 km klassisch   | 1:28:50,2 h | 17   |
| Rosie Brennan                                                | 15 km Skiathlon   | 47:36,0 min | 58   |
| Jessie Diggins                                               | 10 km Freistil    | 25:35,7 min | 5    |
| Jessie Diggins                                               | 15 km Skiathlon   | 40:59,6 min | 5    |
| Jessie Diggins                                               | 30 km klassisch   | 1:25:54,8 h | 7    |
| Rosie Frankowski                                             | 30 km klassisch   | 1:31:11,4 h | 21   |
| Caitlin Patterson                                            | 15 km Skiathlon   | 44:14,9 min | 34   |
| Caitlin Patterson                                            | 30 km klassisch   | 1:32:43,6 h | 26   |
| Kikkan Randall                                               | 10 km Freistil    | 26:50,4 min | 16   |
| Kikkan Randall                                               | 15 km Skiathlon   | 44:47,2 min | 40   |
| Elizabeth Stephen                                            | 10 km Freistil    | 27:35,9 min | 30   |
| Sophie Caldwell Sadie Bjornsen Kikkan Randall Jessie Diggins | 4 × 5 km Staffel  | 52:44,8 min | 5    |
| Männer                                                       |                   |             |      |
| Erik Bjornsen                                                | 15 km Freistil    | 36:28,6 min | 41   |
| Erik Bjornsen                                                | 30 km Skiathlon   | 1:20:54,7 h | 42   |
| Patrick Caldwell                                             | 30 km Skiathlon   | 1:23:18,1 h | 51   |
| Noah Hoffman                                                 | 15 km Freistil    | 36:45,2 min | 48   |
| Noah Hoffman                                                 | 30 km Skiathlon   | 1:23:28,7 h | 54   |
| Noah Hoffman                                                 | 50 km klassisch   | 2:19:04,1 h | 33   |
| Tyler Kornfield                                              | 15 km Freistil    | 38:17,9 min | 74   |
| Tyler Kornfield                                              | 50 km klassisch   | 2:24:36,5 h | 48   |
| Scott Patterson                                              | 15 km Freistil    | 35:28,0 min | 21   |
| Scott Patterson                                              | 30 km Skiathlon   | 1:17:27,5 h | 18   |
| Scott Patterson                                              | 50 km klassisch   | 2:13:14,2 h | 11   |
| Andrew Newell Reese Hanneman Scott Patterson Noah Hoffman    | 4 × 10 km Staffel | 1:42:29,1 h | 14   |

| Athleten                      | Wettbewerbe | Qualifikation | Qualifikation | Viertelfinale | Viertelfinale | Halbfinale    | Halbfinale    | Finale        | Finale        | Rang |
| Athleten                      | Wettbewerbe | Zeit          | Rang          | Zeit          | Rang          | Zeit          | Rang          | Zeit          | Rang          | Rang |
| ----------------------------- | ----------- | ------------- | ------------- | ------------- | ------------- | ------------- | ------------- | ------------- | ------------- | ---- |
| Frauen                        |             |               |               |               |               |               |               |               |               |      |
| Sadie Bjornsen                | Sprint      | 3:16,12 min   | 9             | 3:16,75 min   | 3             | ausgeschieden | ausgeschieden | ausgeschieden | ausgeschieden | 14   |
| Sophie Caldwell               | Sprint      | 3:17,06 min   | 12            | 3:12,39 min   | 2             | 3:11,32 min   | 4             | ausgeschieden | ausgeschieden | 8    |
| Jessie Diggins                | Sprint      | 3:15,76 min   | 7             | 3:11,24 min   | 2             | 3:10,72 min   | 2             | 3:15,07 min   | 6             | 6    |
| Ida Sargent                   | Sprint      | 3:25,80 min   | 33            | ausgeschieden | ausgeschieden | ausgeschieden | ausgeschieden | ausgeschieden | ausgeschieden | 33   |
| Jessie Diggins Kikkan Randall | Teamsprint  | –             | –             | –             | –             | 16:22,56 min  | 1             | 15:56,47 min  | 1             | Gold |
| Männer                        |             |               |               |               |               |               |               |               |               |      |
| Erik Bjornsen                 | Sprint      | 3:17,69 min   | 30            | 3:12,72 min   | 5             | ausgeschieden | ausgeschieden | ausgeschieden | ausgeschieden | 25   |
| Simeon Hamilton               | Sprint      | 3:16,13 min   | 19            | 3:27,89 min   | 4             | ausgeschieden | ausgeschieden | ausgeschieden | ausgeschieden | 20   |
| Logan Hanneman                | Sprint      | 3:20,74 min   | 43            | ausgeschieden | ausgeschieden | ausgeschieden | ausgeschieden | ausgeschieden | ausgeschieden | 42   |
| Andrew Newell                 | Sprint      | 3:19,36 min   | 37            | ausgeschieden | ausgeschieden | ausgeschieden | ausgeschieden | ausgeschieden | ausgeschieden | 37   |
| Erik Bjornsen Simeon Hamilton | Teamsprint  | –             | –             | –             | –             | 16:04,69 min  | 3             | 16:16,98 min  | 6             | 6    |

Anne Hart und Kaitlynn Miller gehörten zum Aufgebot, kamen aber nicht zum Einsatz.

### Skispringen
| Athleten                                                  | Wettbewerbe                     | Qualifikation | Qualifikation | Qualifikation | 1. Durchgang  | 1. Durchgang  | 1. Durchgang  | 2. Durchgang  | 2. Durchgang  | 2. Durchgang  | Gesamt        | Gesamt |
| Athleten                                                  | Wettbewerbe                     | Weite         | Punkte        | Rang          | Weite         | Punkte        | Rang          | Weite         | Punkte        | Rang          | Punkte        | Rang   |
| --------------------------------------------------------- | ------------------------------- | ------------- | ------------- | ------------- | ------------- | ------------- | ------------- | ------------- | ------------- | ------------- | ------------- | ------ |
| Frauen                                                    |                                 |               |               |               |               |               |               |               |               |               |               |        |
| Nita Englund                                              | Normalschanze Einzelspringen    | –             | –             | –             | 77,0 m        | 57,9          | 31            | ausgeschieden | ausgeschieden | ausgeschieden | 57,9          | 31     |
| Sarah Hendrickson                                         | Normalschanze Einzelspringen    | –             | –             | –             | 86,0 m        | 76,7          | 23            | 88,0 m        | 83,9          | 21            | 160,6         | 19     |
| Abby Ringquist                                            | Normalschanze Einzelspringen    | –             | –             | –             | 77,5 m        | 62,0          | 30            | 91,0 m        | 82,4          | 23            | 144,4         | 29     |
| Männer                                                    |                                 |               |               |               |               |               |               |               |               |               |               |        |
| Kevin Bickner                                             | Normalschanze Einzelspringen    | 98,0 m        | 114,0         | 25            | 109,0 m       | 117,2         | 14            | 98,5 m        | 100,2         | 24            | 217,4         | 18     |
| Kevin Bickner                                             | Großschanze Einzelspringen      | 122,5 m       | 91,1          | 35            | 129,5 m       | 121,9         | 20            | 124,0 m       | 113,5         | 23            | 235,4         | 20     |
| Michael Glasder                                           | Normalschanze Einzelspringen    | 91,5 m        | 94,6          | 40            | 98,5 m        | 98,7          | 32            | ausgeschieden | ausgeschieden | ausgeschieden | ausgeschieden | 32     |
| Michael Glasder                                           | Großschanze Einzelspringen      | 124,5 m       | 88,7          | 38            | 114,0 m       | 90,5          | 46            | ausgeschieden | ausgeschieden | ausgeschieden | ausgeschieden | 46     |
| Casey Larson                                              | Normalschanze Einzelspringen    | 88,0 m        | 90,9          | 46            | 97,0 m        | 89,4          | 39            | ausgeschieden | ausgeschieden | ausgeschieden | ausgeschieden | 39     |
| Casey Larson                                              | Großschanze Einzelspringen      | 104,5 m       | 61,1          | 53            | ausgeschieden | ausgeschieden | ausgeschieden | ausgeschieden | ausgeschieden | ausgeschieden | ausgeschieden | 53     |
| William Rhoads                                            | Normalschanze Einzelspringen    | 88,5 m        | 91,9          | 45            | 87,0 m        | 75,5          | 46            | ausgeschieden | ausgeschieden | ausgeschieden | ausgeschieden | 46     |
| William Rhoads                                            | Großschanze Einzelspringen      | 115,0 m       | 67,9          | 51            | ausgeschieden | ausgeschieden | ausgeschieden | ausgeschieden | ausgeschieden | ausgeschieden | ausgeschieden | 51     |
| Kevin Bickner Michael Glasder Casey Larson William Rhoads | Großschanze Mannschaftsspringen | –             | –             | –             | 463,0 m       | 377,2         | 9             | ausgeschieden | ausgeschieden | ausgeschieden | ausgeschieden | 9      |

### Snowboard
| Athleten        | Wettbewerbe | Qualifikation | Qualifikation | Finale        | Finale        | Rang   |
| Athleten        | Wettbewerbe | Punkte        | Rang          | Punkte        | Rang          | Rang   |
| --------------- | ----------- | ------------- | ------------- | ------------- | ------------- | ------ |
| Frauen          |             |               |               |               |               |        |
| Jamie Anderson  | Big Air     | 90,00         | 6             | 177,25        | 2             | Silber |
| Jamie Anderson  | Slopestyle  | abgesagt      | abgesagt      | 83,00         | 1             | Gold   |
| Jessika Jenson  | Big Air     | 76,25         | 12            | 40,50         | 11            | 11     |
| Jessika Jenson  | Slopestyle  | abgesagt      | abgesagt      | 72,76         | 5             | 5      |
| Hailey Langland | Big Air     | 73,00         | 14            | ausgeschieden | ausgeschieden | 14     |
| Hailey Langland | Slopestyle  | abgesagt      | abgesagt      | 71,80         | 6             | 6      |
| Julia Marino    | Big Air     | 85,25         | 9             | 93,25         | 10            | 10     |
| Julia Marino    | Slopestyle  | abgesagt      | abgesagt      | 55,85         | 11            | 11     |
| Kelly Clark     | Halfpipe    | 63,25         | 11            | 83,50         | 4             | 4      |
| Chloe Kim       | Halfpipe    | 95,50         | 1             | 98,25         | 1             | Gold   |
| Arielle Gold    | Halfpipe    | 62,75         | 12            | 85,75         | 3             | Bronze |
| Maddie Mastro   | Halfpipe    | 83,75         | 4             | 14,00         | 12            | 12     |
| Männer          |             |               |               |               |               |        |
| Chris Corning   | Big Air     | 88,00         | 4             | 153,00        | 4             | 4      |
| Chris Corning   | Slopestyle  | 70,85         | 9             | ausgeschieden | ausgeschieden | 17     |
| Redmond Gerard  | Big Air     | 85,00         | 6             | 143,00        | 5             | 5      |
| Redmond Gerard  | Slopestyle  | 82,55         | 3             | 87,16         | 1             | Gold   |
| Kyle Mack       | Big Air     | 88,75         | 3             | 168,75        | 2             | Silber |
| Kyle Mack       | Slopestyle  | 53,55         | 11            | ausgeschieden | ausgeschieden | 23     |
| Ryan Stassel    | Big Air     | 76,25         | 13            | ausgeschieden | ausgeschieden | 26     |
| Ryan Stassel    | Slopestyle  | 23,50         | 17            | ausgeschieden | ausgeschieden | 35     |
| Ben Ferguson    | Halfpipe    | 91,00         | 4             | 90,75         | 4             | 4      |
| Chase Josey     | Halfpipe    | 83,75         | 7             | 88,00         | 6             | 6      |
| Jake Pates      | Halfpipe    | 82,25         | 8             | 82,25         | 8             | 8      |
| Shaun White     | Halfpipe    | 98,50         | 1             | 97,75         | 1             | Gold   |

| Athleten           | Wettbewerbe           | Qualifikation | Qualifikation | Achtelfinale  | Achtelfinale  | Viertelfinale | Viertelfinale | Halbfinale    | Halbfinale    | Finale/Platz 3 | Finale/Platz 3 | Rang |
| Athleten           | Wettbewerbe           | Gegner        | Zeit          | Gegner        | Zeit          | Gegner        | Zeit          | Gegner        | Zeit          | Gegner         | Zeit           | Rang |
| ------------------ | --------------------- | ------------- | ------------- | ------------- | ------------- | ------------- | ------------- | ------------- | ------------- | -------------- | -------------- | ---- |
| Männer             |                       |               |               |               |               |               |               |               |               |                |                |      |
| Aaron Muss         | Parallel-Riesenslalom | 1:26,10 min   | 20            | ausgeschieden | ausgeschieden | ausgeschieden | ausgeschieden | ausgeschieden | ausgeschieden | ausgeschieden  | ausgeschieden  | 20   |
| Michael Trapp      | Parallel-Riesenslalom | 1:28,14 min   | 30            | ausgeschieden | ausgeschieden | ausgeschieden | ausgeschieden | ausgeschieden | ausgeschieden | ausgeschieden  | ausgeschieden  | 30   |
| Athleten           | Wettbewerbe           | Qualifikation | Qualifikation | Achtelfinale  | Achtelfinale  | Viertelfinale | Viertelfinale | Halbfinale    | Halbfinale    | Finale         | Finale         | Rang |
| Athleten           | Wettbewerbe           | Zeit          | Rang          | Rang          | Rang          | Rang          | Rang          | Rang          | Rang          | Rang           | Rang           | Rang |
| Frauen             |                       |               |               |               |               |               |               |               |               |                |                |      |
| Faye Gulini        | Snowboardcross        | 1:17,47 min   | 3             | –             | –             | 6             | 6             | ausgeschieden | ausgeschieden | ausgeschieden  | ausgeschieden  | 21   |
| Lindsey Jacobellis | Snowboardcross        | 1:18,05 min   | 4             | –             | –             | 1             | 1             | 2             | 2             | 4              | 4              | 4    |
| Meghan Tierney     | Snowboardcross        | 1:20,52 min   | 11            | –             | –             | 5             | 5             | ausgeschieden | ausgeschieden | ausgeschieden  | ausgeschieden  | 17   |
| Männer             |                       |               |               |               |               |               |               |               |               |                |                |      |
| Nick Baumgartner   | Snowboardcross        | 1:14,46 min   | 15            | 2             | 2             | 2             | 2             | 2             | 2             | 4              | 4              | 4    |
| Jonathan Cheever   | Snowboardcross        | 1:14,72 min   | 19            | 4             | 4             | ausgeschieden | ausgeschieden | ausgeschieden | ausgeschieden | ausgeschieden  | ausgeschieden  | 28   |
| Mick Dierdorff     | Snowboardcross        | 1:14,52 min   | 27            | 1             | 1             | 2             | 2             | 3             | 3             | 5              | 5              | 5    |
| Hagen Kearney      | Snowboardcross        | 1:13,94 min   | 6             | 1             | 1             | 4             | 4             | ausgeschieden | ausgeschieden | ausgeschieden  | ausgeschieden  | 13   |